# 江苏省无锡师范附属小学
江苏省无锡师范附属小学（简称：锡师附小）是无锡市的一所公立小学，1913年9月4日由无锡师范校长顾倬以日本东京高等师范附属小学为蓝本筹建。校训为“诚勇”，知名校友包括博古等。
学校现有3个校区，分别位于无锡市区学前街、阳光城市花园和太湖新城。现任校长为张明霞。